# Brenda Buttner
Brenda Buttner (22 de maio de 1961 - 20 de fevereiro de 2017) foi uma jornalista financeira.
Buttner nasceu no Condado de Santa Cruz, Califórnia. Ela se formou na Universidade de Harvard em 1983 com um diploma de bacharel em estudos sociais. Depois de se formar e receber um B.A. em política e economia na Universidade de Oxford, Inglaterra, Buttner se mudou para Reno, Nevada, onde começou sua carreira na filial da NBC, KCRL-TV. Ela era uma das editoras da revista Cycle World.
Buttner recebeu vários prêmios por seu trabalho, incluindo um prêmio CableACE em 1996 pela melhor programação de negócios e um prêmio National Clarion em 1990 por melhor notícia. Ela residia em Ridgewood, Nova Jersey. Buttner morreu de câncer em 20 de fevereiro de 2017, aos 55 anos de idade.